# Gens Anicia
Die gens Anicia war eine adlige römische Familie, deren Mitglieder den Gentilnamen Anicius trugen. Sie ist seit dem 3. Jahrhundert v. Chr. bezeugt und erreichte im 2. Jahrhundert v. Chr. das Konsulat, womit sie in die Nobilität aufstieg. Ihre große Bedeutung erreichte sie jedoch erst in der späten Kaiserzeit.
Es ist allerdings unwahrscheinlich, dass sich die spätantiken Anicii/Anicier mit Recht auf die alte republikanische gens zurückführten. Falls es eine Beziehung gab, dann wohl höchstens durch Adoption. Statistisch gesehen fehlte in der römischen Oberschicht etwa alle drei Generationen ein männlicher Erbe, weshalb alle alten republikanischen Senatorenfamilien bereits um das Jahr 100, spätestens aber zur Zeit der Severer in direkter Linie ausgestorben sein müssten. Dies galt wohl auch für die „republikanischen“ Anicier.
Der Stammvater der in der Spätantike so bedeutenden Familie scheint vielmehr ein gewisser Quintus Anicius Faustus gewesen zu sein, der aus der Nähe von Mactaris im heutigen Tunesien stammte, 196/7 im Bürgerkrieg zwischen Clodius Albinus und Septimius Severus letzterem als General diente, dafür nach dem Sieg reich belohnt wurde und so den Grundstein für den Aufstieg seiner Nachkommen legte. Seine Familie lässt sich im 3. und 4. Jahrhundert lückenlos verfolgen.
Ein berühmter Familienangehöriger war etwa der im 4. Jahrhundert lebende Sextus Petronius Probus, der in die Familie eingeheiratet hatte, wodurch die Hauptlinie der Anicier – die in männlicher Linie Mitte des 4. Jahrhunderts wohl (erneut) ausgestorben war und nur durch Adoption fortbestand (siehe Anicius Auchenius Bassus) – nun in weiblicher Linie fortgeführt wurde. In dieser Zeit gewann die Familie durch die Christianisierung des Imperiums an Einfluss, da sie zu den ersten großen Geschlechtern zählte, die zum neuen Glauben übertraten. Probus war einer der führenden und einflussreichsten Männer seiner Zeit, zwei seiner Söhne bekleideten 395 zusammen das Konsulat. Weitere berühmte Angehörige des Geschlechts waren der weströmische Kaiser Anicius Olybrius und seine Tochter, die einflussreiche Aristokratin Anicia Iuliana.
Im späten 5. und frühen 6. Jahrhundert lebte und wirkte zudem Boëthius, der nicht nur Staatsmann, Konsul und „Kanzler“ war, sondern vor allem auch Philosoph, christlicher Theologe und Übersetzer. Neben Augustinus von Hippo und Gregor dem Großen, der wahrscheinlich auch ein Anicier war, gilt Boëthius (mit vollem Namen Anicius Manlius Severinus Boethius) als der größte lateinische Philosoph und Theologe der Spätantike. Ob auch Cassiodor und Symmachus der Jüngere Anicier waren, wie etwa Arnaldo Momigliano annahm, ist unklar. John Moorhead hat darauf hingewiesen, dass man sich die Anicier nicht als Clan vorstellen solle, dessen Angehörige gemeinsame Überzeugungen vertraten und geschlossen im selben Sinne politisch agierten. Im Laurentianischen Schisma waren Anicier anscheinend in beiden Konfliktparteien zu finden. Als großer Rivale der Familie gilt manchen Forschern das Geschlecht der Decier, die ebenfalls zu den einflussreichsten senatorischen gentes der Spätantike zählten.
Wie fast alle römischen Senatorenfamilien gehörten die Anicier dem katholischen Bekenntnis an, das zu Zeiten des Boëthius in starker Auseinandersetzung mit dem arianischen Bekenntnis stand. Da die Familie noch im 6. Jahrhundert Besitzungen im gesamten Mittelmeerraum hatte, kann sie als gutes Beispiel dafür dienen, wie lange noch enge Kontakte zwischen Ostrom und dem Westen bestanden. Im frühen 7. Jahrhundert verliert sich die Spur der Anicii.

## Namensträger
in der Römischen Republik:
- Lucius Anicius Gallus, römischer Konsul 160 v. Chr.

in der Römischen Kaiserzeit:
- Anicius Maximus, römischer Statthalter, 1. Jahrhundert
- Publius Anicius Maximus, römischer Offizier, 1. Jahrhundert
- Gaius Anicius Cerialis, römischer Suffektkonsul 65
- Quintus Anicius Faustus, römischer Suffektkonsul 198
- Anicius Faustus Paulinus, römischer Suffektkonsul vor 230
- Sextus Cocceius Anicius Faustus Paulinus, proconsul Africae im 3. Jahrhundert

in der Spätantike:
- Anicius Faustus (Konsul 298), römischer Konsul, wahrscheinlich identisch mit Marcus Iunius Caesonius Nicomachus Anicius Faustus Paulinus
- Amnius Anicius Julianus, römischer Konsul 322
- Sextus Anicius Faustus Paulinus (Konsul 325), römischer Politiker
- Marcus Cocceius Anicius Faustus Flavianus, Patricius und Statthalter, 4. Jahrhundert
- Flavius Anicius Hermogenianus Olybrius, römischer Konsul 395
- Flavius Anicius Probinus, römischer Konsul 395
- Anicius Auchenius Bassus (Stadtpräfekt), Stadtpräfekt von Rom 382/383
- Anicius Auchenius Bassus (Konsul 408), römischer Konsul 408
- Anicius Auchenius Bassus (Konsul 431), römischer Konsul 431
- Pontius Meropius Anicius Paulinus, Bischof und Schriftsteller, 4. und 5. Jahrhundert, siehe Paulinus von Nola
- Aurelius Anicius Symmachus, römischer Stadtpräfekt 418 bis 420
- Flavius Anicius Olybrius, der Kaiser Olybrius († 472)
- Anicia Iuliana, römisch-byzantinische Prinzessin im 5. und 6. Jahrhundert
- Anicius Manlius Severinus Boethius, der römische Philosoph und Staatsmann Boethius, Konsul 510